# 桃叶渡

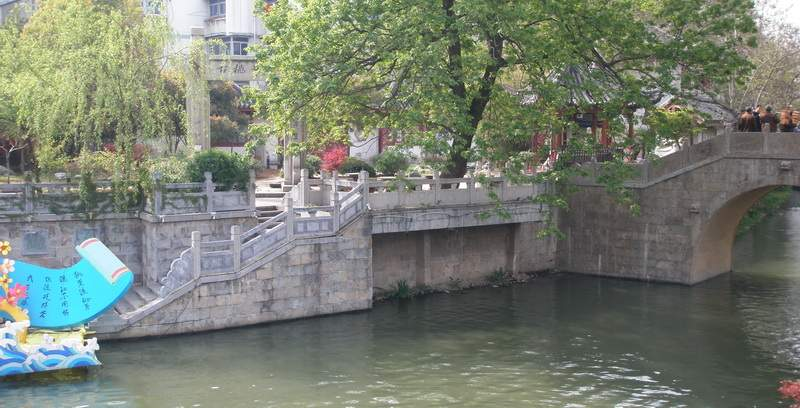
桃叶渡

桃叶渡又名南浦渡，中国江苏省南京市古地名。桃叶渡是“十里秦淮”上的古渡口，位于秦淮河与古青溪交汇处附近，在今贡院东原利涉桥处，位于淮清桥南，南起贡院街东，北至建康路淮清桥西。六朝时桃叶渡是著名的送别之处，后被列为“金陵四十八景”之一。之列。
另有极少数观点认为，在南京市浦口区宝塔山附近的一处明代渡口（目前已成为陆地）才是古代诗歌中的“桃叶渡”。

## 地名渊源
相传东晋书法家王羲之之七子王献之，常于此渡口迎接他的爱妾桃叶渡河。当时内秦淮河水面宽广，桃叶渡处水深湍急，遇有风浪，若摆渡不慎，常会翻船。桃叶每次摆渡心里害怕，为此王献之为她作了一首《桃叶歌》，歌曰：“桃仙复桃叶，渡江不用楫，但渡无所苦，我自迎接汝。”而桃叶在船上应和：“桃叶映红花，无风自婀娜。春花映何限，感郎独采我。”此后，为纪念王献之，遂把他当年迎接桃叶的渡口命名为桃叶渡。
桃叶歌三首  王献之

桃叶复桃叶。渡江不用楫。但渡无所苦。我自迎接汝。

桃叶复桃叶。桃叶连桃根。相怜两乐事。独使我殷勤。

桃叶映红花。无风自可娜。春花映何限。感郎独采我。

## 历史演绎

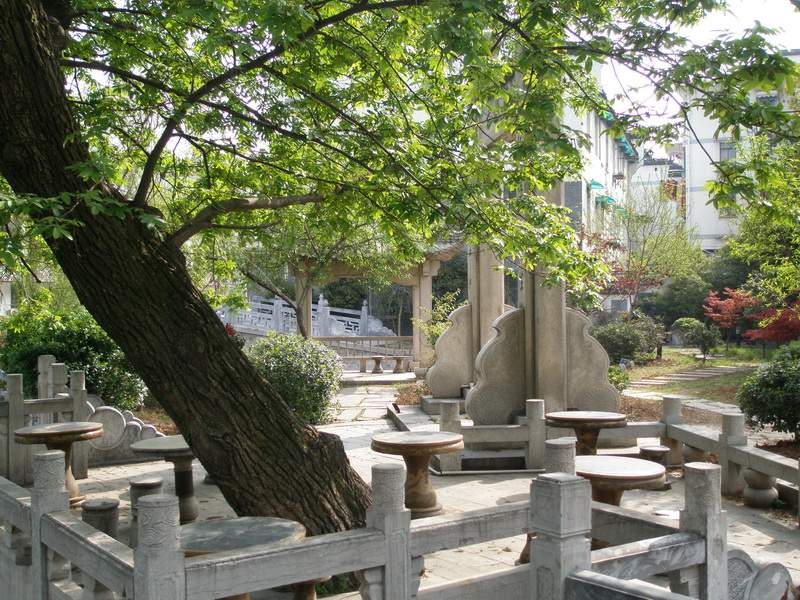
“古桃叶渡”石牌坊近景

桃叶渡渡口无桥的状况，延续了千百年。直至清顺治三年（1646年）。当时金陵孝陵卫的金云甫， 见渡河者常因渡船翻覆而溺亡，便捐资在这里建了一座木桥。太守李正茂对此举大为赞赏，取其便利交通之义，亲自将这座桥题名为“利涉桥”。现今该桥已经损毁，但街名仍沿用至今。由于桥的存在，桃叶渡于民国时期逐渐废圮。
1984年，相关部门在渡口原址立桃叶渡碑。1987年，在桃叶渡遗址北岸建成“古桃叶渡”石牌坊及套亭各1座。2003年，扩建为桃叶渡遗址公园，东起淮清桥，西至平江府路，总面积约5000平方米。公园以六朝文化为主题，园内建有诗碑廊，镌刻历代文人墨客创作的有关桃叶渡的诗词，并复建了桃叶古渡、邀笛步、停艇听笛等景点。